# Arvid Nordin (kontraktsprost)
Arvid Nordin, född 19 augusti 1890 i Själevads socken, död 17 juni 1960 i Åsbo församling, Östergötlands län, var en svensk präst i Åsbo församling och kontraktsprost i Göstrings kontrakt.

## Biografi
Arvid Nordin föddes 19 augusti 1890 i Själevads socken, Västernorrlands län. Han var son till hemmansägaren Christoffer Nordin och Maria Ersson. Nordin blev 1915 student vid Uppsala universitet, Uppsala. Han tog 2 februari 1918 filosofie kandidat, 31 januari 1922 teologie kandidat och 17 maj 1922 praktisk teologi professor. Nordin prästvigdes 25 maj 1922 i Stockholm för Luleå stift och blev 17 januari 1923 komminister i Överkalix församling, tillträde 1 februari samma år. Han blev 8 februari 1929 kyrkoherde i Åsbo församling, tillträde 1 maj samma år och blev 30 april 1935 kontraktsprost i Göstrings kontrakt.

### Familj
Nordin gifte sig 3 augusti 1923 med Ruth Margareta Jansson (född 1899). Hon var dotter till hemmansägaren August Jansson och Selma Adina Larsson. De fick tillsammans barnen Arvid Torbjörn (född 1924), Rut Ingegerd (född 1926) och Maria Birgitta (född 1930).